# Pangamut
Pangamut bezeichnet eine alte philippinische Kampfkunst, aus der sich später Arnis, Eskrima und Kali ableiteten. Die Ursprünge liegen im Dunkeln, es gibt jedoch verschiedene Entstehungslegenden. Vermutlich enthielt es ursprünglich mehrere Prinzipien des waffenlosen und bewaffneten Nahkampfes, Fernkampfwaffen, aber auch Dinge wie militärische Taktik usw. Auch soll das sich Hineinversetzen in einem Kampfrausch und das sich Beseelen lassen von Geistern eine wichtige Rolle gespielt haben. Der Krieger glaubte dabei, die Kräfte seiner Urahnen zu nutzen, um Schmerz und Angst zu überwinden und um an ihrer Erfahrung teilzuhaben.

## Entstehungslegenden
Der philippinische Held Lapu-Lapu wird als einer der Meister des Kampfes verehrt. Als die Spanier unter Führung von Ferdinand Magellan am 27. April 1521 auf der Insel Mactan landeten, wurden sie unter Führung von Lapu-Lapu besiegt. Magellan fiel in dieser Schlacht. Angeblich stürmten die von Aswang besessenen Krieger die spanischen Schiffe und sollen die Spanier gar bei lebendigem Leibe zerfleischt haben.  
Das erste westliche Dokument, welches sich mit dieser Kampfkunst befasst, stammt von 1800 vom spanischen Autor Don Balthazar Gonzales. Er vermutet, dass es Lapu-Lapus Vater Datu Mangal gewesen sein könnte, der von einer mystischen Reise zurückkehrend (so berichten es die Märchen), in der Kunst des Kampfes initiiert worden war und dass Sri Batugong und sein Sohn Sri Bantug Lumay diese wiederum von ihm empfingen. Bantug Lumay war der Vater von Sri Humabon (Rajah Humabon). Als Magellan 1521 ankam, war Humabon Stammesoberhaupt in Sugbu.
Lapu-Lapu und Humabon waren zu der Zeit Erzfeinde, da Lapu-Lapu Humabon beschuldigte, sich widerrechtlich Land- und Seegebiete seines Vaters angeeignet zu haben. Das war auch der Grund, warum Lapu-Lapu schon vor seiner folgenschweren Begegnung mit Magellan seine Männer für den Krieg ausgebildet hatte. Die Fehde zwischen diesen zwei Stammesoberhäuptern trug entscheidend zur Entwicklung des „alten“ Arnis bei. Letztendlich kam es aber nie zur entscheidenden Schlacht zwischen Lapu-Lapu und Humabon. Sie kämpften jedoch später in der Schlacht von Mactan gegen die Spanier unter Ferdinand Magellan, wobei ihr Sieg aufgrund einer Überlegenheit von 1500 Philippinos gegen etwa 60 Spanier ziemlich vorhersehbar war.